# Star Wars: Skeleton Crew
Star Wars: Skeleton Crew (titulada: Star Wars: Tripulación perdida en España y Skeleton Crew: Viaje a lo desconocido en Hispanoamérica) es una serie de televisión estadounidense creada por Jon Watts y Christopher Ford para el servicio de streaming de Disney+. Es parte de la franquicia Star Wars, y tiene lugar en el mismo período de tiempo que la serie The Mandalorian y sus spin-offs interconectados después de los eventos de la película Return of the Jedi (1983). Skeleton Crew cuenta una historia sobre cuatro niños que hacen un descubrimiento en su planeta natal, se pierden en la galaxia y emprenden una aventura para regresar a casa.
Jude Law protagoniza la serie junto a Ravi Cabot-Conyers, Ryan Kiera Armstrong, Kyriana Kratter, Robert Timothy Smith, Tunde Adebimpe, Kerry Condon y Nick Frost. Watts se acercó a Lucasfilm para contar una historia de adolescentes al estilo de Amblin Entertainment ambientada en el universo de Star Wars, y estaba desarrollando la serie con Ford a principios de 2022. Se anunció oficialmente en mayo en la Star Wars Celebration, y se reveló que Law sería el protagonista. El rodaje comenzó en septiembre de 2022 en Los Ángeles y finalizó a fines de enero de 2023. Los actores infantiles de la serie se revelaron en abril de 2023. Kathleen Kennedy, Jon Favreau y Dave Filoni regresaron de The Mandalorian como productores ejecutivos adicionales.
Skeleton Crew se estrenó en Disney+ el 2 de diciembre de 2024, y consta de ocho episodios.

## Premisa
Aproximadamente cinco años después de la caída del Imperio Galáctico, cuatro niños se embarcan en una aventura para volver a casa después de haberse perdido en la galaxia tras un descubrimiento que hacen en su planeta natal At Attin mientras se hacen amigos de un usuario de la Fuerza.

## Reparto

### Principal
- Jude Law como Jod Na Nawood: un capitán pirata y un usuario de la Fuerza que fue entrenado en las artes Jedi.[3][4] Law describió a Jod como un pensador rápido que usa su encanto para salir de diferentes escenarios.[4]
- Ravi Cabot-Conyers como Wim: un niño humano del planeta At Attin.[4]
- Ryan Kiera Armstrong como Fern: una chica humana del planeta At Attin.[4]
- Kyriana Kratter como KB: una chica humana y amiga de Fern del planeta At Attin que usa un visor cibernético conectado a un implante en su cabeza desde un accidente no especificado.[4]
- Robert Timothy Smith como la voz de Neel: un niño extraterrestre con forma de elefante que es amigo de Wim del planeta At Attin.[4] Kacie Borrowman se desempeña como la artista de performance de Neel.
- Nick Frost como la voz de SM-33: el decrépito droide primer oficial del Onyx Cinder.[5] Rob Ramsdell se desempeña como artista de performance para SM-33.

### Coprotagonistas destacados
- Tunde Adebimpe como Wendle: el padre de Wim.[6]
- Kerry Condon como Fara: la madre de Fern, que trabaja como profesora y subsecretaria en At Attin.[6]
- Alia Shawkat como la voz de Kh'ymm: una alienígena no identificada con forma de búho y experta en mapas con una tensa relación con Jod.
- Hala Finley como Hayna: una niña soldado del clan Troika en At Achrann.
- Mathieu Kassovitz como el general Strix: el líder del clan Troika en At Achrann y padre de Hayna.
- Kelly Macdonald como Pokkit: una pistolera independiente a sueldo y ex socia de Jod.

### Otros coprotagonistas
- Fred Tatasciore como la voz de Brutus, un miembro Shistavanen de la tripulación pirata de Jod que lideró un motín en su contra y tomó el poder.[7] Stephen Oyoung se desempeña como el artista de performance de Brutus.
- Jaleel White como Gunter, un pirata humano[7]
- Dale Soules como Chaelt, un pirata humano[7]
- Marti Matulis como Vane, un pirata nikto visto anteriormente en The Mandalorian.[7]
- Sisa Grey como Kona, un pirata humano
- Dominic Burgess como Beef, un pirata humanoide de especie indeterminada
- John Hodgman como la voz de Snobbius Snee, un pirata keteeriano. Jasper Anderson se desempeña como artista de performance para Snobbius Snee.
- Mike Estes como el artista de performance de Pax, un pirata Gran
- Geneva Carr como la voz de Nooma, la madre de Neel. Dawn Dininger es la artista de performance de Nooma.
- Carey Jones es la artista de performance de Nol, el padre de Neel.
- Paloma Garcia-Lee es Melna, una mujer theelin en Port Borgo que está preocupada por la presencia de los niños allí.
- Alan Resnick es Tuut Orial, un comerciante pirata en Port Borgo.
- Anthony Atamanuik es la voz de un cocinero de frituras no identificado en Port Borgo. David St. Pierre es el artista de performance del cocinero de frituras no identificado.
- John Gemberling es la voz de un grasiento cliente pirata en Port Borgo. Dane DiLiegro es el artista de performance del grasiento cliente pirata.
- Alfred Molina es la voz de Benjar Pranic, un pirata Ishi Tib. Alexander Ward es el artista de performance de Benjar Pranic.
- M. J. Kang es Garree, una de las madres de KB. A ella le preocupa que KB no regrese con vida porque tiene necesidades médicas muy urgentes.
- Cass Buggé como Maree, una de las madres de KB.
- Julie Ann Emery como la Hotelera, la gerente del spa y hotel en Lanupa.
- Patrick Seitz como la voz de Cthallops, un gran patrón alienígena no identificado en Lanupa que ayuda al grupo de Jod a entrar en la base oculta de Tak Rennod.
- Jacob Roanhaus como Glerb, un pirata quarren.
- Sydney Rose Walker como Sweeda, una pirata weequay.
- Stephen Fry como la voz del Supervisor, un gran droide que es el gobernante de At Attin.

## Episodios
| N.º | Título | Dirigido por                   | Escrito por                  | Fecha de lanzamiento original |
| --- | --- | ------------------------------ | ---------------------------- | ----------------------------- |
| 1 | «This Could Be A Real Adventure» «Tendremos una aventura de verdad / Esto podría ser una aventura de verdad»                               | Jon Watts                      | Christopher Ford y Jon Watts | 2 de diciembre de 2024        |
| En algún lugar del espacio exterior, el capitán Silvo lidera una incursión en una nave. Cuando no se puede encontrar dinero, su miembro de la tripulación Brutus incita un motín. En el planeta bastante moderno de At Attin, Wim y su amigo Neel se preparan para tomar exámenes de aptitud para determinar su futuro. Wim da a entender que desearía ser un Jedi, a pesar de la réplica de Neel de que eso sería imposible. Mientras tanto, los estudiantes ausentes Fern y KB pasan la mayor parte de su tiempo montando en una moto voladora por la ciudad. Cuando Wim pierde el autobús, toma su propia bicicleta pero cae en una zanja, donde descubre lo que cree que es un templo Jedi. Es encontrado por un droide que lo lleva a la escuela, pero posteriormente es amonestado por su padre adicto al trabajo, Wendle, quien le dice que necesita recuperar el examen. Wim convence a Neel para que visite el "templo" con él, con Fern (que escuchó su afirmación) y KB también siguiéndolos. El grupo encuentra una escotilla y entra, pero descubren que en realidad es una nave espacial abandonada hace mucho tiempo. Wim presiona un botón que activa la nave y los eleva. Wendle observa con horror cómo la nave lleva a su hijo y a sus amigos a las profundidades del espacio. | |                                |                              |                               |
| 2 | «Way, Way Out Past The Barrier» «Muy, muy lejos de la Barrera / Mucho más allá de la Barrera»                                              | David Lowery                   | Christopher Ford y Jon Watts | 2 de diciembre de 2024        |
| Los niños conocen al piloto de la nave, un droide envejecido llamado SM-33 que no se da cuenta de que su capitán se ha ido hace mucho tiempo. Fern lo convence de que ella es su nueva capitana y los lleva a un puesto de avanzada cercano, ya que At Attin no está en ningún mapa. Los niños se aventuran a través del puesto de avanzada y se separan accidentalmente, durante el cual Wim usa su "dinero del almuerzo" para comprar comida solo para descubrir que su moneda se considera muy valiosa. Cuando les dice a los lugareños que es de At Attin, todos se ríen cuando le dicen que "At Attin" es el nombre de un planeta perdido que tiene un tesoro escondido. Una banda de piratas intenta apoderarse de los niños por la fuerza para esclavizarlos. SM-33 interviene e intenta proteger a los niños, pero rápidamente es abrumado y asesinado a tiros. Brutus hace que los niños sean arrojados al calabozo. Allí, conocen a Silvo, quien se presenta como Jod Na Nawood y revela que es sensible a la Fuerza y tiene algunos conocimientos útiles. Wim, creyendo que es un Jedi, acepta trabajar junto a él para que puedan escapar, y Jod se ofrece a llevar a los niños de regreso a su nave siempre que él pueda acompañarlos. | |                                |                              |                               |
| 3 | «Very Interesting, As An Astrogation Problem» «Un interesante problema de astronavegación / Muy interesante, como problema de astrogación» | David Lowery                   | Christopher Ford y Jon Watts | 10 de diciembre de 2024       |
| En At Attin, Wendle, Fara, la madre de Neel, Nooma, y los padres de KB, Maree y Garree, se enteran de que, como los niños han abandonado el planeta, éste se encuentra fuera de la jurisdicción del Supervisor y no los rescatará. Jod ayuda a los niños a escapar del calabozo, pero se niegan a irse sin SM-33, lo que le obliga a volver a rescatarlo mientras el pirata Benjar Pranic identifica a Jod como Silvo. Burlan a los piratas y huyen. Fern se niega a confiar en Jod, Wim y Neel están convencidos de que es un auténtico Jedi y KB admite a regañadientes que es su única esperanza de volver a casa. Jod lleva a los niños a conocer a su "amigo" Kh'ymm, un experto en mapas y perista en el que ni siquiera él confía. Kh'ymm se refiere a Jod como "Crimson Jack" antes de revelar que At Attin se encuentra entre una serie de planetas legendarios que se ocultan de los forasteros para proteger sus riquezas. Ella imprime las coordenadas, pero Jod se da cuenta de que estaba tratando de ganar tiempo para que llegaran las autoridades y se lleva a los niños con él en su nave fuera del mundo. Jod finalmente admite que no es un Jedi, pero acepta que deben trabajar juntos para obtener lo que quieren. El comandante de X-Wing Kent interroga a Kh'ymm sobre el paradero del grupo mientras ella cita "no me creerías si te lo dijera". | |                                |                              |                               |
| 4 | «Can't Say I Remember No At Attin» «No recuerdo ningún At Attin»                                                                           | Daniel Kwan y Daniel Scheinert | Christopher Ford y Jon Watts | 17 de diciembre de 2024       |
| La tripulación utiliza las coordenadas de Kh'ymm para llegar a lo que creen que es At Attin. El planeta resulta parecerse a una versión devastada por la guerra, y más tarde se enteran de que en realidad están en At Achrann, uno de los planetas hermanos. Jod se queda en la nave con SM-33 mientras los niños se aventuran. Se encuentran con soldados que se identifican como Troiks, un clan envuelto en una amarga disputa de sangre con los Hattans, que les han robado sus Eopies. Neel se hace amigo de una joven soldado llamada Hayna, cuyo padre, el general Strix, insiste en que los niños sean tratados como adultos. Neel no se lleva bien con los Troiks y su estilo de vida violento, prefiriendo un enfoque más humano. Los niños deben ayudar a los Troiks a recuperar sus Eopies, pero Jod y SM-33 se los compran a los Hattans. Como recompensa, son dirigidos al "Santuario de los Caídos", que se parece a la torre del Supervisor en At Attin. La tripulación descubre que contiene las coordenadas de otros planetas similares, pero At Attin ha sido borrado. SM-33 revela que lo destruyó, pero su memoria ha sido borrada. Fern le ordena que recuerde y él revela que At Attin es donde el excapitán escondió su tesoro. De repente, SM-33 ataca al grupo cuando su confesión desencadena una orden oculta para proteger el tesoro. Jod lo incapacita y Neel se desmaya después de ayudar a salvar a sus amigos. | |                                |                              |                               |
| 5 | «You Have a Lot to Learn About Pirates» «Tienen mucho que aprender sobre los piratas / Tenéis mucho que aprender sobre los piratas»        | Jake Schreier                  | Myung Joh Wesner             | 24 de diciembre de 2024       |
| En At Attin, los padres intentan desesperadamente enviar un mensaje más allá de la barrera, pero este intento es frustrado por el droide del Supervisor. Después de ordenar al droide que borre lo que aprendió de su memoria, Fara admite a Wendle que tienen que ir a espaldas del Supervisor. La tripulación logra contener a SM-33 y alterar su programación para evitar que se vuelva contra ellos. Revela que el tesoro escondido pertenecía al famoso pirata Tak Rennod, lo que significa que la nave en la que están es la Onyx Cinder. SM-33 acepta llevarlos a la antigua base de Rennod, en las profundidades del famoso planeta de lujo Lanupa. Jod y los niños ingresan al planeta disfrazados; sin que ellos lo sepan, Pokkit, el excompañero de Jod, revela su ubicación a Brutus. Con la ayuda del patrón Cthallops, la tripulación se abre camino hacia las profundidades de las cuevas ocultas de Lanupa, maniobrando a través de trampas explosivas hasta que encuentran la base oculta. Encuentran las coordenadas de At Attin y se enteran de que el "tesoro" es una moneda de la Antigua República. Lleno de codicia, Jod desafía a Fern por la capitanía y, con un machete en la garganta, la insta a ceder. Wim, con un sable de luz en la mano que encontró en la pila del tesoro, amenaza a Jod, pero suelta el arma cuando demuestra que no puede manejarla. Fern finalmente se rinde, pero los niños escapan cuando Wim activa una trampa explosiva, dejándolos fuera de la vista. Jod encuentra el sable de luz y lo activa para sí mismo. | |                                |                              |                               |
| 6 | «Zero Friends Again» «Otra vez no tendré amigos / Sin amigos otra vez»                                                                     | Bryce Dallas Howard            | Myung Joh Wesner             | 31 de diciembre de 2024       |
| Jod y SM-33 son capturados por los piratas y Pokkit. Los piratas llevan a Jod y SM-33 de vuelta a Brutus para su ejecución. Mientras tanto, los niños abandonan la guarida de Rennod y caen al fondo del complejo. KB revela que memorizó las coordenadas de At Attin. Una discusión posterior sobre cómo llegar a la Onyx Cinder da como resultado que Fern y Neel intenten ascender a la montaña mientras Wim y KB siguen a un grupo de cangrejos basura aparentemente benévolos. Jod se salva a sí mismo y a SM-33 sobornando a Brutus con la ubicación de At Attin. A mitad de camino, la cibernética de KB sufre un mal funcionamiento debido a la corrosión ambiental, lo que obliga a Wim a repararla. Fern y Neel recuperan la Onyx Cinder y salvan a sus amigos antes de que sean devorados por los cangrejos basura carnívoros. Pronto, el barco queda atrapado por una máquina de basura, lo que obliga a los niños a purgar el casco, revelando un barco más elegante debajo mientras parten de Lanupa. | |                                |                              |                               |
| 7 | «We're Gonna Be in So Much Trouble» «Estaremos en muchos problemas / Vamos a estar en un buen lío»                                         | Lee Isaac Chung                | Christopher Ford y Jon Watts | 7 de enero de 2025            |
| Los padres envían un transmisor al espacio exterior, pero son descubiertos por los droides de seguridad. Los piratas llegan a At Attin al mismo tiempo que la Onyx Cinder, lo que resulta en la captura de este último. El pirata Glerb es enviado a la barrera, pero su nave es destruida por sus defensas. Al darse cuenta de que la Onyx Cinder es la clave para eludir la barrera defensiva del planeta, Jod mata a Brutus cuando los niños lo incapacitan, recupera su antigua capitanía y les dice a los piratas que se oculten hasta que obtenga la ubicación de las bóvedas del planeta. Los niños logran usar el código pirata para hacer que SM-33 se vuelva contra Jod para que puedan escapar, pero Jod se esconde a bordo de la Onyx Cinder, decapita a SM-33 y amenaza a los niños para que guarden silencio. Para su sorpresa, la barrera reconoce a la Onyx Cinder como una nave de At Attin. Mientras los droides de seguridad interrogan a los padres, se escucha al Supervisor anunciar la llegada de un Emisario de la República. Jod se hace pasar por el Emisario de la República para acceder a las bóvedas de At Attin. Los niños se reúnen brevemente con sus padres antes de que Jod se acerque a ellos con su sable de luz desenvainado. | |                                |                              |                               |
| 8 | «The Real Good Guys» «Los héroes que son de verdad / Los buenos de verdad»                                                                 | Jon Watts                      | Christopher Ford y Jon Watts | 14 de enero de 2025           |
| Jod sigue haciéndose pasar por el Emisario de la República. Ordena a Wim, Neel y KB que se confinen en sus aposentos mientras lleva a Fern y Fara a encontrarse con el Supervisor, que se revela como un droide enorme. Cuando el Supervisor contradice la afirmación de Jod sobre ser un Jedi, revelando que se enteró de la Orden 66, Jod se ve obligado a destruir al Supervisor. Esto provoca un apagón en la ciudad y apaga los droides de seguridad. Mientras los piratas invaden At Attin con la intención de esclavizar a la población, Wim, Wendle, Neel y KB corren hacia el Onyx Cinder. Con la nave bloqueada en su lugar, Wim y Wendle idean un plan para distraer a Jod para que Wendle pueda restaurar la energía. Esto permite que KB y un SM-33 reparado lancen y vuelen la nave más allá de la barrera y llamen a Kh'ymm para pedir ayuda. Poco después, el Onyx Cinder es derribado por los piratas. Mientras tanto, en At Attin, Wim, Wendle, Fern y Fara se enfrentan a Jod. Mientras Wim y Fern separan a Jod de su sable de luz, Wendle y una Fara renuente destruyen la barrera. Esto permite que las fuerzas de la Nueva República lleguen y se ocupen de los piratas, derribando su nave y obligando a Jod a admitir la derrota. Luego, todos corren al lugar del accidente de la Onyx Cinder para encontrar a KB con vida y bien. Wim mira al cielo con asombro al ver las naves de la Nueva República llegando a At Attin mientras se restablece la energía.                                                                                | |                                |                              |                               |

## Producción

### Desarrollo
En febrero de 2022, Production Weekly reveló la existencia de una próxima serie Star Wars sin título que se estaba desarrollando bajo el título provisional Grammar Rodeo.
Más tarde se informó que se estaba considerando a Jon Watts para dirigir al menos un episodio de la serie, con Jon Favreau como productor ejecutivo después de crear la serie de Star Wars The Mandalorian. Se informó que la nueva serie se desarrollaría durante la era Star Wars: The High Republic, con un anuncio formal planeado para Star Wars Celebration en mayo de 2022.
A mediados de mayo, se reveló que Christopher Ford había creado la serie con Watts, y ambos eran productores ejecutivos. y Ford como escritor. También se reveló que la serie se desarrollaría después de los eventos de Return of the Jedi (1983), al igual que The Mandalorian, y se describió como una «versión galáctica de las clásicas historias de crecimiento de los años 80 de Amblin».
Watts inicialmente propuso la serie como una película justo después del estreno de su película del Universo cinematográfico de Marvel (UCM) Spider-Man: Homecoming (2017), pero sus compromisos con Marvel Studios retrasaron el proyecto hasta que terminó su trabajo en Spider-Man: lejos de casa (2019) y Spider-Man: No Way Home (2021). Este período vio la creación de Favreau de The Mandalorian, lo que influyó en la decisión de Watts de producir el proyecto en una serie de televisión, que comenzaría al finalizar No Way Home. Durante la celebración de Star Wars a finales de mayo de 2022, se reveló que el título de la serie sería Star Wars: Skeleton Crew. Dave Filoni se desempeñaba como productor ejecutivo después de hacer lo mismo en The Mandalorian y su otra serie derivada junto a Favreau. Otra productora ejecutiva, la presidenta de Lucasfilm Kathleen Kennedy, explicó que Watts se había acercado a ella para hacer una serie de Star Wars inspirada en la película de Amblin Los Goonies (1985). Kennedy, que había sido productor ejecutivo de esa película y cofundador de Amblin Entertainment, dijo que Skeleton Crew «evolucionó a partir de ese tipo de entusiasmo por querer contar historias en este espacio». Favreau sintió que cuando Watts y Ford le presentaron la serie a Kennedy, «hablaron directamente con la persona que estaba allí y conoce las once hierbas y especias que se utilizan». Ford dijo que Kennedy les dijo que nunca pensó que las películas de Amblin fueran para niños, sino que eran historias que «simplemente tratan sobre niños, una historia de un niño que se embarca en una aventura». Esto lo inspiró a desarrollar el programa para audiencias de todas las edades.
En marzo de 2023, se reveló que Daniel Kwan y Daniel Scheinert, así como David Lowery, serían los encargados de dirigir un episodio cada uno. Al mes siguiente, se anunció que  Jake Schreier, Bryce Dallas Howard y Lee Isaac Chung serían los directores adicionales. Para agosto de 2024, Watts y Ford fueron considerados como los showrunners de la serie. Colin Wilson también es productor ejecutivo, con Susan McNamara y John Bartnicki como productores.

### Guion
Se confirmó que Skeleton Crew ocurre dentro del mismo período de tiempo que The Mandalorian y Ahsoka. El showrunner Christopher Ford había descrito el tono de Skeleton Crew como una «aventura», deseando que fuera una serie agradable, pero que también contuviera peligro. Continuó diciendo que la situación sería «muy tensa» cuando los niños estuvieran en peligro. Law había dicho que su personaje era «gran parte del mundo que experimentan: contradictorio, y a veces un lugar de crianza y otras veces un lugar de amenaza» y que la serie se transmitiría a través de la perspectiva de los niños. Law también estuvo de acuerdo con Ford al acordar que la serie también representaría el peligro, calificando la relación entre los niños y los adultos como una «relación tonta... Y otras veces es realmente bastante oscura y bastante aterradora». Favreau también quería que la serie transmitiera muchos tonos que «reflejen el narrador del cineasta», que fue el mismo método que utilizó cuando trabajó en The Mandalorian.

### Casting
Con los informes de febrero de 2022, se creía que la serie estaba buscando a cuatro actores adolescentes y un actor de entre 30 y 40 años como habituales de la serie. El casting de los cuatro actores infantiles todavía estaba en marcha en mayo de 2022, y se reveló que Jude Law sería elegido para el papel principal a finales de mes. En abril de 2023, se reveló a Ravi Cabot-Conyers, Kyriana Kratter, Robert Timothy Smith y Ryan Kiera Armstrong como los actores principales de la serie, con Tunde Adebimpe y Kerry Condon también protagonizando. En mayo de 2023, Jaleel White reveló que aparecería en la serie como un pirata. En julio de 2024, Se revelaron los personajes clave de la serie: Law interpreta a Jod Na Nawood, Cabot-Conyers como Wim, Kratter como KB, Smith como Neel y Armstrong como Fern. También se reveló que Nick Frost prestará su voz a un droide llamado SM 33.

### Diseño
Louise Mingenbach es la diseñadora de vestuario.

### Rodaje
El rodaje se había estado llevando a cabo durante «algunas semanas» a principios de septiembre de 2022, en Manhattan Beach Studios en el condado de Los Ángeles, bajo el título provisional de Grammar Rodeo (una referencia al episodio «Bart on the Road» de Los Simpsons). El rodaje estaba programada previamente para realizarse de junio a diciembre. Sean Porter, David Klein y Paul Hughen se desempeñaron como directores de fotografía. La serie utilizó la tecnología de volumen StageCraft. Además de la animación en volumen, encabezada por Phil Tippett y las pinturas mate con uno de los antiguos pintores de Industrial Light & Magic que salió de su retiro para trabajar en las pinturas. Lowery dijo que su episodio incluía a un miembro de la especie Teek de la película para televisión Ewoks: The Battle for Endor (1985) creado usando una marioneta; Lowery disfrutó de la combinación de títeres, a los que llamó «la tecnología más antigua» y otros efectos de vanguardia de la serie. El rodaje finalizó oficialmente el 22 de enero de 2023.

### Posproducción
Andrew S. Eisen es el editor de la serie. Eisen trabajó anteriormente en The Mandalorian y El libro de Boba Fett. John Knoll se desempeña como supervisor de efectos visuales, junto con Industrial Light & Magic, DNEG, Image Engine, Tippett Studio, BOT VFX y Cantina Creative proporcionando efectos visuales.

## Marketing
Las primeras imágenes de la serie se mostraron en la Star Wars Celebration de Londres en abril de 2023. El primer tráiler oficial y el primer arte clave se lanzaron en agosto de ese año en la convención D23 de Disney.

## Estreno
Skeleton Crew se estrenó en Disney+ el 2 de diciembre de 2024, con sus dos primeros episodios. Los otros seis episodios se lanzaron semanalmente desde el 10 de diciembre hasta el 14 de enero de 2025. El estreno en 2023 se anunció por primera vez en la celebración de Star Wars en mayo de 2022, y White esperaba que la serie se lanzara en noviembre o diciembre de ese año. A fines de 2023, Skeleton Crew se programó para su lanzamiento en 2024, con una presentación de la Oficina de Derechos de Autor de los Estados Unidos para el primer episodio que indica un lanzamiento aproximado en enero. Para julio de 2024, la serie se había programado para estrenarse el 3 de diciembre de 2024, antes de que se adelantara un día en noviembre a la fecha del 2 de diciembre.

## Recepción
La serie tiene una puntuación de «Fresca» del 95% en el agregador de reseñas Rotten Tomatoes, basada en 63 reseñas de críticos con una calificación promedio de 7,6/10. En Metacritic, que utiliza un promedio ponderado, tiene una puntuación de 71/100, basada en 22 críticas, lo que indica críticas «generalmente favorables».
Alison Herman de Variety escribió: «Skeleton Crew lleva a Star Wars a nuevos lugares sólo en el sentido literal. Pero el programa es capaz de cumplir con su objetivo limitado y hacer un programa de Star Wars que realmente está arraigado en la infancia en lugar de evocar recuerdos propios». Daniel Fienberg del The Hollywood Reporter escribió, «Esta película, que en general tiene un bajo riesgo, es temáticamente ligera y está orientada al público juvenil, y nos lleva a rincones poco explorados de una galaxia aparentemente ilimitada, a la vez que resulta agradablemente familiar». Kelly Lawler de USA Today escribió: «Lo que más se destaca al ver la serie es que se siente muy influenciada; no es solo una serie de Star Wars, es Star Wars más algo. Es efectista y no solo una pequeña expansión de la franquicia de ciencia ficción, que se diluye cuanto más programas produce Disney+».
En una reseña mixta, Ben Travers de IndieWire escribió: «Star Wars: Skeleton Crew comienza con un comienzo deprimente y familiar, pero estropea la presentación de sus protagonistas principales y, en general, avanza lentamente hasta que aparece Jude Law». Zach Handlen de The Boston Globe escribió: «Todos estos activos están enterrados bajo un problema: se trata de una premisa que aún no sabe cómo ser un programa de televisión».

## Premios y nominaciones
| Año  | Premio              | Nominado                                  | Categoría                                             | Resultado | Ref.   |
| ---- | ------------------- | ----------------------------------------- | ----------------------------------------------------- | --------- | ------ |
| 2025 | Kids' Choice Awards | Star Wars: Skeleton Crew                  | Programa de televisión familiar favorito              | Nominado  | [ 45 ] |
| 2025 | Kids' Choice Awards | Jude Law por su papel de Jod Na Nawood    | Estrella masculina de televisión favorita (familia)   | Nominado  | [ 45 ] |
| 2025 | Kids' Choice Awards | Ryan Kiera Armstrong por su papel de Fern | Estrella femenina de televisión favorita (televisión) | Nominada  | [ 45 ] |